# Dick Gibson
Richard "Dick" Gibson (1918. április 16. – 2010. december 17.) brit autóversenyző.

## Pályafutása
1957-ben és 1958-ban rajthoz állt a Formula–1-es világbajnokság német versenyén. A két futam egyikén sem ért célba.
Pályafutása alatt részt vett több, a világbajnokság keretein kívül rendezett Formula–1-es versenyen is.

## Eredményei

### Teljes Formula–1-es eredménysorozata
(Táblázat értelmezése)

(Félkövér: pole-pozícióból indult; dőlt: leggyorsabb kört futott) 

| Év   | Csapat   | Modell          | Motor     | 1   | 2   | 3   | 4   | 5   | 6      | 7   | 8      | 9   | 10  | 11  | Helyezés | Pont |
| ---- | -------- | --------------- | --------- | --- | --- | --- | --- | --- | ------ | --- | ------ | --- | --- | --- | -------- | ---- |
| 1957 | R Gibson | Cooper T43 (F2) | Climax S4 | ARG | MON | 500 | FRA | GBR | GER Ki | PES | ITA    |     |     |     | -        | 0    |
| 1958 | R Gibson | Cooper T43 (F2) | Climax S4 | ARG | MON | NED | 500 | BEL | FRA    | GBR | GER Ki | POR | ITA | MOR | -        | 0    |

## Külső hivatkozások
- Profilja a grandprix.com honlapon (angolul)
- Profilja a statsf1.com honlapon (angolul)

1. ↑  http://www.oldracingcars.com/driver/Dick_Gibson